# Carolles
Carolles ist eine französische Gemeinde des Départements Manche in der Region Normandie. Sie gehört zum Arrondissement Avranches und zum Gemeindeverband Granville, Terre et Mer.

## Geografie

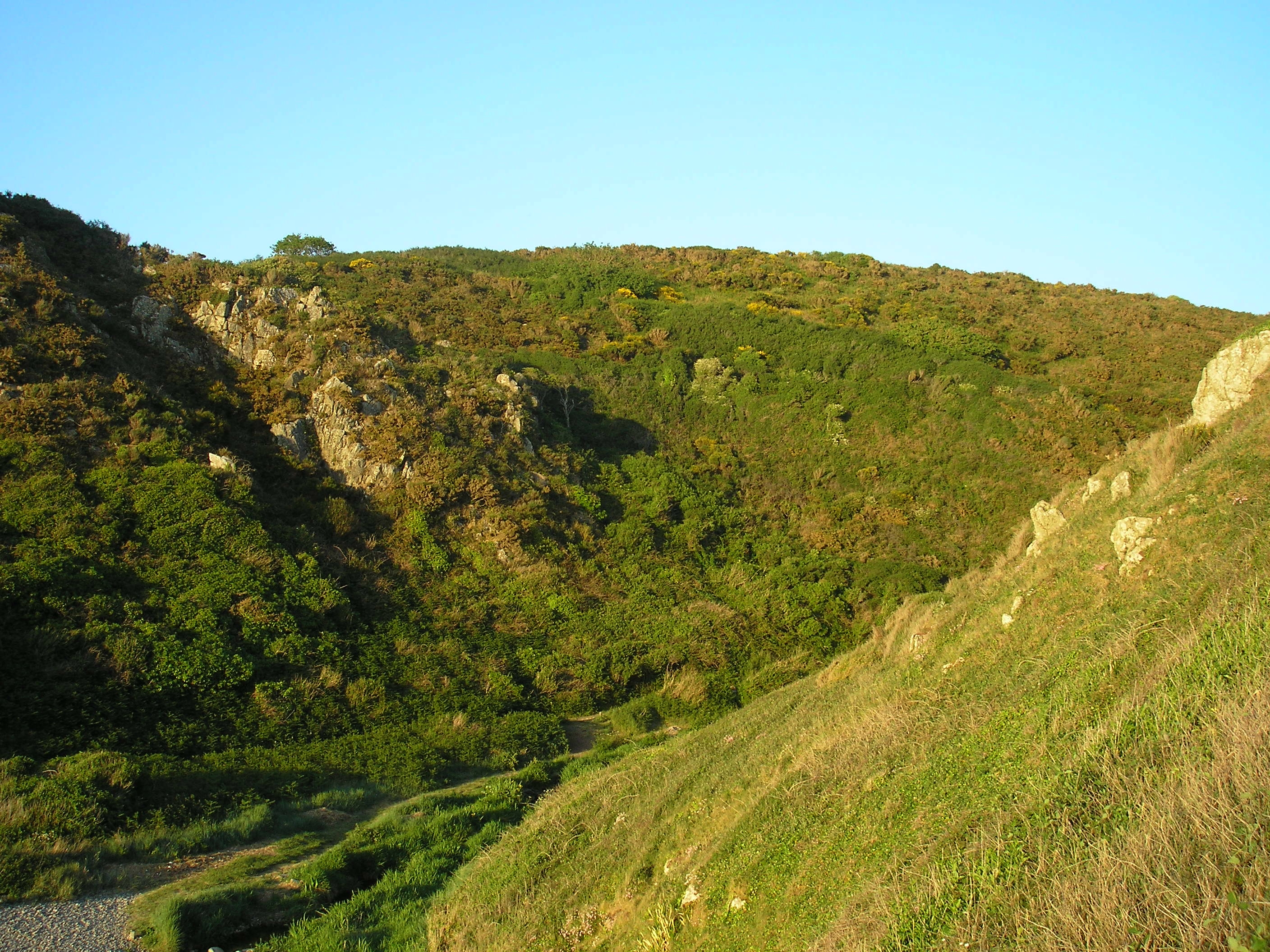
Tal des Lude

Das Dorf mit 768 Einwohnern (Stand 1. Januar 2022) liegt an der Südwestküste der Halbinsel Cotentin am nördlichen Rand der Bucht von Mont-Saint-Michel rund 100 Kilometer südwestlich von Caen. Das Gemeindegebiet wird vom Ärmelkanal und den beiden Gemeinden Jullouville (Nordosten) und Champeaux (Südosten) begrenzt. Ursprünglich ein typisches normannisches Bauerndorf, wendet es sich heute wirtschaftlich dem Badetourismus zu.
Das Gemeindegebiet wird vom Flüsschen Lude durchquert, welches südlich des Weilers Saint-Michel-des-Loups im Gemeindegebiet von Jullouville entspringt und sich bereits nach einem Lauf von knapp sechs Kilometern in Carolles in den Ärmelkanal ergießt. Das Mündungsgebiet wird Port du Lude genannt. Das hüglige, karge und „wilde“ Tal des Lude steht wegen seiner interessanten Fauna unter Naturschutz. Zu beobachten sind u. a. Dachse, Füchse, Kleinnager und vor allem Vögel, die in der buschreichen Landschaft nisten.

## Geschichte
Carolles, Saint-Pair-sur-Mer und Saint-Michel-des-Loups wurden 1973 mit der Gemeinde Bouillon fusioniert, die darauf den Namen Jullouville annahm. Saint-Pair-sur-Mer spaltete sich bereits 1978 wieder ab und ist heute erneut eine eigenständige Gemeinde. Carolles tat es ihr im Jahre 2000 gleich. Saint-Michel-des-Loups ist heute noch Teil von Jullouville.

### Wappen
Blasonierung: Auf Azurblau ein silbernes, ausgerüstetes Schiff mit geblähtem Segel auf drei Wogen derselben Farbe schwimmend; im roten Schildhaupt ein goldener Leopard.

### Bevölkerungsentwicklung
| Jahr      | 1962 | 1968 | 1975 | 1982 | 1990 | 1999 | 2009 | 2018 |
| --------- | ---- | ---- | ---- | ---- | ---- | ---- | ---- | ---- |
| Einwohner | 651  | 653  | 635  | 566  | 554  | 652  | 765  | 747  |

## Sehenswürdigkeiten

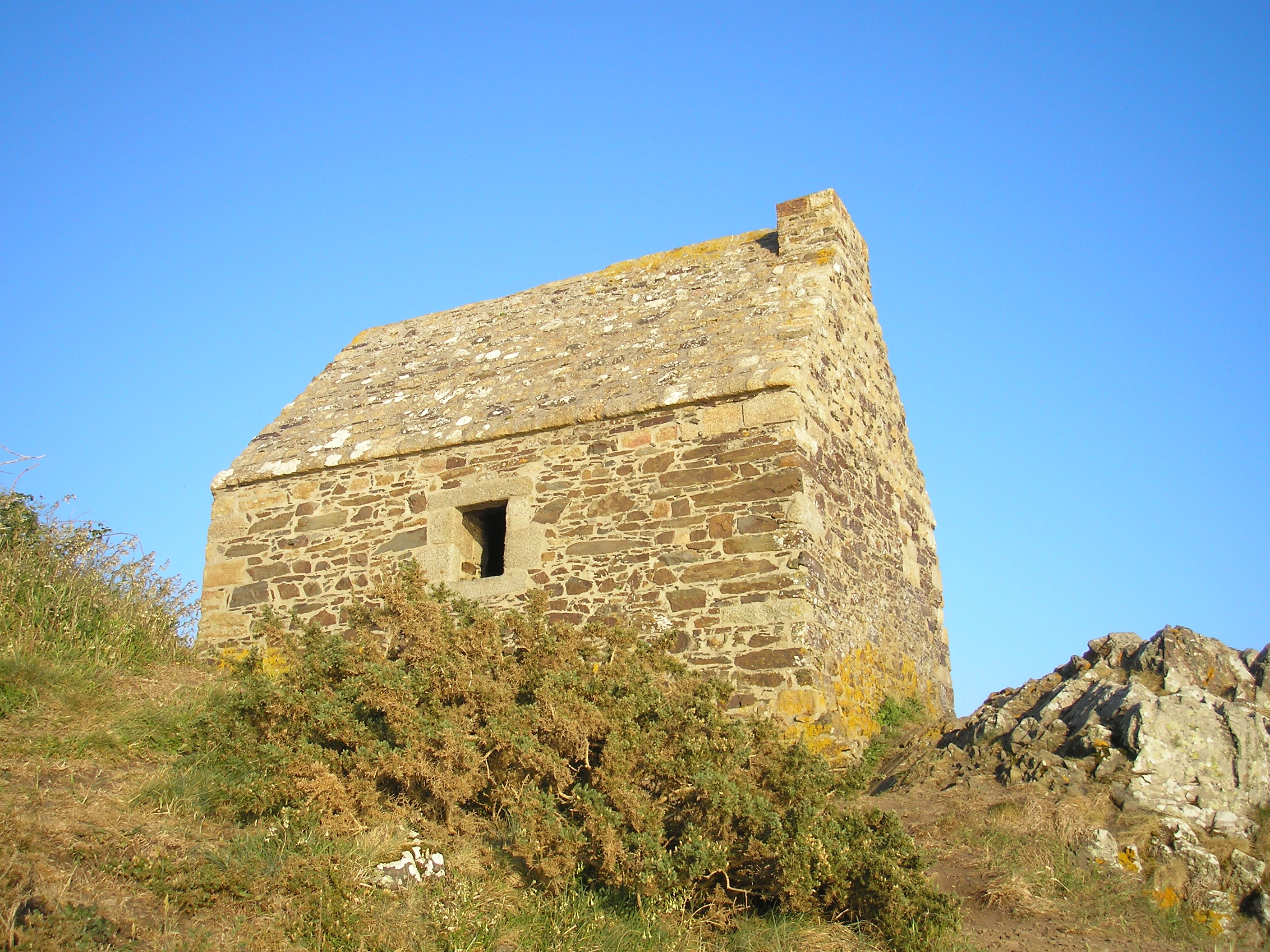
Wachthaus Cabane Vauban

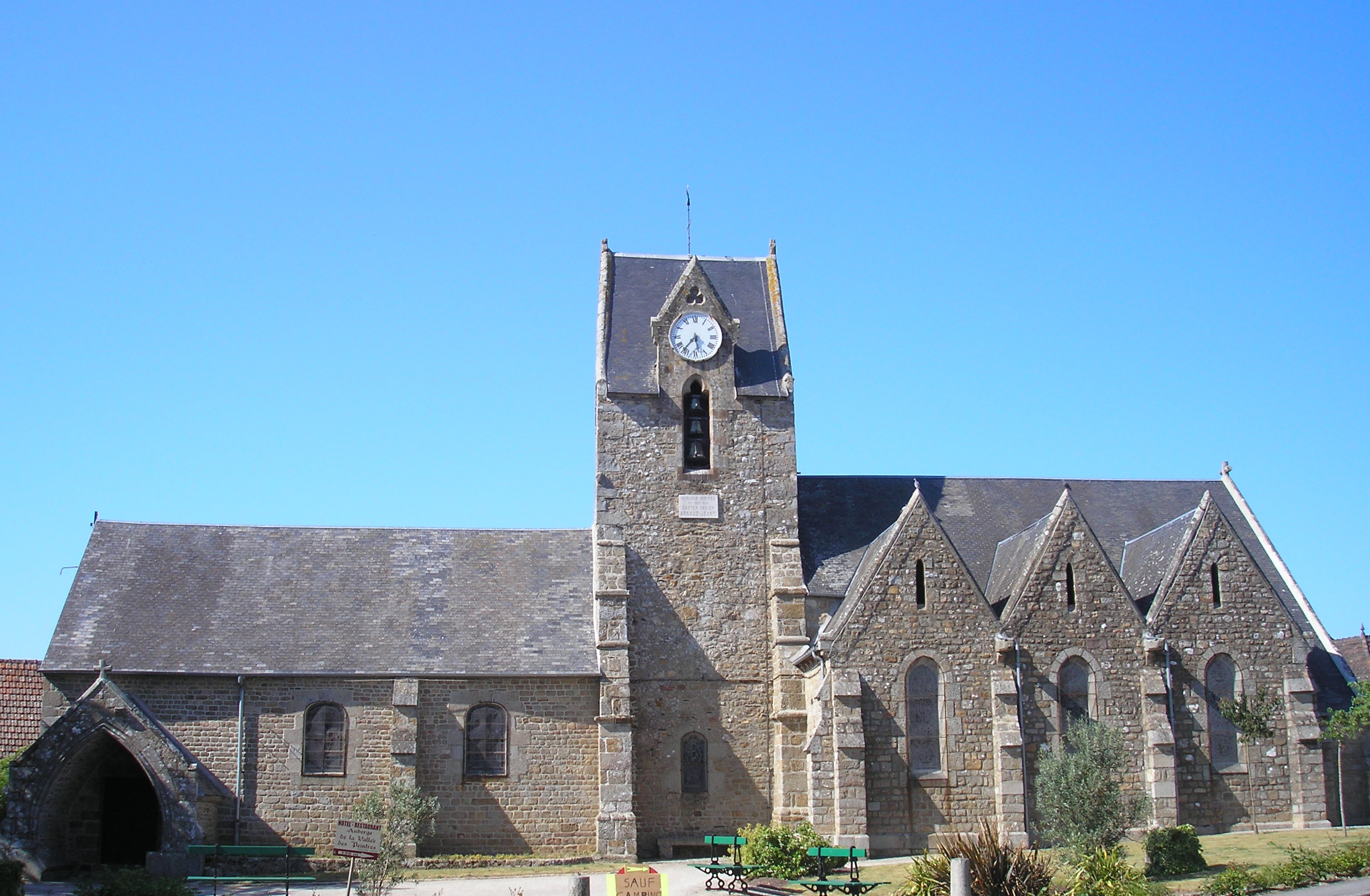
Kirche Saint-Vigor

- Die Kirche Église Saint-Vigor aus dem 16. Jahrhundert verfügt über einen markanten Turm mit Satteldach. Bei der Ausstattung sind insbesondere der Taufstein und die Skulpturen bemerkenswert. Der Sakralbau untersteht der Pfarrei Notre-Dame-de-la-Baie des Dekanats Pays de Granville-Villedieu.
- Das Wachthaus, Cabane Vauban genannt, liegt im Norden der Bucht von Mont-Saint-Michel und diente früher der Überwachung des Meeres.
- Das so genannte Paqueray-Kreuz steht in der Einsamkeit von Pignon Butor. Es wurde in Gedenken der napoleonischen Kriege, für welche die Gemeinde Carolles ein besonders großes Kontingent von Soldaten stellte, errichtet. Das erste Kreuz aus dem Jahre 1815 war noch aus Holz. Nach dem Deutsch-Französischen Krieg wurde es 1871 durch ein Kreuz aus Granit ersetzt. Heute ist der Ort im Sommer ein beliebter lokaler Treffpunkt für die Jugend.
- Sehenswert sind auch das 2003 eröffnete Haus der Zugvögel (Maison de l’oiseau migrateur) und der malerische Strand.